# Крус, Рамон де ла
Рамо́н де ла Крус Ка́но-и-Ольмеди́лья (исп. Don Ramón de la Cruz Cano y Olmedilla; 1731—1794) — испанский драматург.
Написал коротким, национальным стихом около 300 пьес под названием Caprichos dramáticos, tragedias burlescas и Sainetes, но издал из них только треть. Удачнее всего — его «Sainetes», правдиво отражающие жизнь средних и низших классов городского населения столицы. Лучшими из них считаются «El casero burlado», «La comedia de Maravillas», «Las tertulias de Madrid», «La falsa devota», «El hambriento en Noche Buena», «El marido sofocado», «La Zara», «El Muñuelo» и особенно «Manolo» (т.е. махо).